# Карлос Алберто Торес
Вижте пояснителната страница за други личности с името Карлос Алберто.
Карлос Алберто Торес (на португалски: Carlos Alberto Torres) или само Карлос Алберто е бразилски футболист и треньор, играе като централен защитник. Световен шампион 1970 г. с Бразилия. Капитан на националния отбор в Мексико 1970. Титуляр в световния отбор на XX век. По мнение на някои, Карлос Алберто е вкарал на световното първенство през 1970 най-красивия гол в историята на футбола – (4-то попадение от финала с Италия 4:1).

## Биография
Карлос Алберто Торес е роден в Рио де Жанейро, където започва да се занимава с футбол. На 19 години Торес подписва контракт с „Флуминенсе“ и за първи път в живота си демонстрира невероятните си качества – техника и отличен поглед на терена. Независимо от това, че Карлос Алберто е краен флангови защитник, той често участва в изграждането на атаката и именно чрез него са се разгръщали в атака „трикольорите“.
Изиграва три сезона във „Флу“ и е участвал в над 100 мача за отбора (вкарвайки 9 гола), през 1966 г. той се присъединява към „Сантос“, където играе в следващите 8 години от кариерата си. През това време играе в 440 мача в които вкарва 36 гола – Карлос Алберто поразява вратите на съперниците средно веднъж на десет срещи. От 1974 до 1977 г. Карлос Алберто отново играе за родния „Флуминензе“. В крайна сметка, играещ за тия два отбора, Торес печели 7 титли за щатите „Рио“ и „Сао Пауло“.
От 1977 до 1981 г., вече отказал се от националния отбор на Бразилия, Карлос Алберто завършва кариерата си в Северноамериканска футболна лига, в знаменития клуб „Космос (Ню Йорк)“, събрал под своите знамена възрастните футболни звезди, включително Пеле (многогодишния партньор на Карлос Алберто в „Сантос“ и националния отбор на Бразилия), Франц Бекенбауер и други.
Карлос Алберто Торес получава всемирна слава благодарение на участието си в националния отбор на Бразилия. Той многократно е включван в символичните световни отбори на XX век на позиция ляв флангов защитник. Най-ярко Торес се проявява на Световното първенство през 1970 г., където става един от лидерите на Бразилия, в блестящ стил помага за спечелването на трета световна титла за страната си и правото да притежава за вечни времена купата „Златната Нике“. Голът на Карлос Алберто във финала във вратата на Италия е признат за гол на Столетието.
След завършване на кариерата си футболистът Карлос Алберто става треньор. Работи с велики отбори, като „Фламенго“, „Коринтианс“, „Ботафого“. С последния клуб печели най-големи успехи – Шампионата на Бразилия (след победата над „Фламенго“ през 1983 година), 2 Лиги Кариоки, турнир Рио-Сао Пауло и третия по значимост южноамерикански трофей – Копа КОНМЕБОЛ. Като треньор в други страни в последните си години, деятелноста му е откровено неудачна. Последният мач на Торес като треньор (среюу Полша) завършва със скандал – 60-годишният специалист се нахвърля на съдията на мача и го обвинява в това, че е бил подкупен.
Карлос Алберто се занимава също и с политика. От 1989 до 1993 г. е вицепредседател и първи секретар на Градския съвет на Рио де Жанейро като представител на „Демократическата работническа партия на Бразилия“. През 2008 г. участва в балотаж за заместник-кмет на Рио де Жанейро, но не бива избран.
Синът на Карлос Алберто, Карлос Алешандре Торес, също е футболист, играе през 1985 – 2001 г. във „Флуминенсе“, „Васко да Гама (Рио де Жанейро)“ и „Нагоя Грампус Ейт“. През 1992 г. играе в един мач за националния отбор на Бразилия.
До последно бившият десен бек работи като коментатор в канал Sport TV.

## Успехи
Като футболист
- Световен шампион (1): 1970
- Панамерикански игри Златен медал (1): 1963
- Носител на Бронзова топка на Световно първенство по футбол 1970
- Шампион на Бразилия (Купа Робертан) (1): 1968
- Шампион на щат Сао Пауло (4): 1967, 1968, 1969, 1973
- Шампион на щат Рио де Жанейро (3): 1964, 1975, 1976
- Шампион на САЩ (NASL) (3): 1977, 1978, 1982
- Носител на Суперкупата на междуконтиненталните шампиони (1): 1968

Като треньор
- Шампион на Бразилия (2): 1983, 1995
- Шампион на щат Рио де Жанейро (2): 1996, 1997
- Победител в турнира Рио-Сао Пауло (1): 1998
- Носител на Копа КОНМЕБОЛ (1): 1993